# Brian Lopes

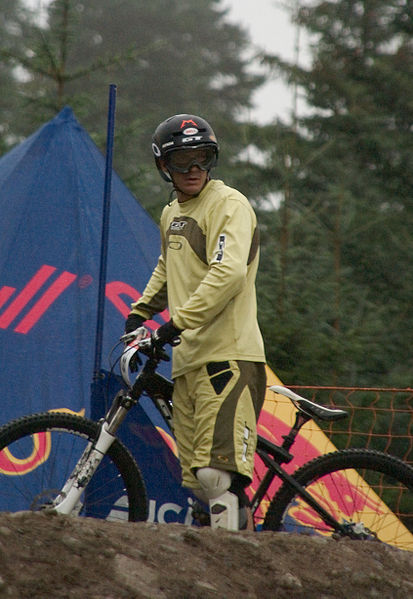
Brian Lopes

Brian Thomas Lopes (* 6. September 1971 in Mission Viejo, Kalifornien) ist ein Mountainbike-Profi aus Mission Viejo, Kalifornien. 
Als Kind begann Lopes mit BMX-Rennen. Mit 17 wurde er Profi und war sieben Jahre lang BMX-Pro-Class Fahrer. Seit 1993 fährt er professionell Mountainbike, wo er sich auf die Disziplinen Dual und 4 Cross konzentriert. Neben insgesamt 6 Weltcup-Siegen und 4 Weltmeisterschaftstiteln gewann er zahlreiche weitere große Rennen und wurde neunmal Nationalchampion. Brian Lopes gewann 2000 und 2001 die World Extreme Sports Awards für "Mountainbiker des Jahres" und wurde für die MTB Hall of Fame nominiert. 2008 wurde er in die Mountain Bike und die BMX Hall of Fame aufgenommen, nachdem er mehr als 15 Titel in seiner Radsportkarriere gewonnen hat.
Lopes wurde 2007 gesponsert von GT Bicycles, Oakley, Bell, Marzocchi, Shimano, Kenda, Easton, Hayes, Sun Ringle, Fizik, ODI & MRP. Seit 2008 ist Ibis sein Rad-Sponsor. 